# Sergentomyia caffrarica
Sergentomyia caffrarica är en tvåvingeart som först beskrevs av Meillon och Lavoipierre 1944.  Sergentomyia caffrarica ingår i släktet Sergentomyia och familjen fjärilsmyggor. Inga underarter finns listade i Catalogue of Life.